# Gerd Neumann
Gerd Neumann (* 3. Oktober 1937 in Berlin) ist ein deutscher Wirtschaftshistoriker.
Gerd Neumann habilitierte sich 1977 bei Lothar Baar, Hans Mottek und Peter Heldt mit einer Arbeit zum Thema Zur Entwicklung der Wirtschaftsbeziehungen der RGW-Länder (1945 bis 1958) an der Hochschule für Ökonomie „Bruno Leuschner“ in Berlin-Karlshorst. Im September 1988 wurde er zum ordentlichen Professor für Wirtschaftsgeschichte an der Hochschule für Ökonomie berufen. Die Hochschule wurde 1991 aufgelöst.

## Schriften
- Wirtschaftsgeschichte Angolas (= Hochschule für Ökonomie Berlin, Fakultät Allgemeine Sozialwissenschaften. Forschungsinformation H. 51, ISSN 0323-8873). Hochschule für Ökonomie – Fakultät Allgemeine Sozialwissenschaften, Berlin 1990.
- als Herausgeber mit Hermann Behrens und Andreas Schikora: Wirtschaftsgeschichte und Umwelt. Hans Mottek zum Gedenken (= Forum Wissenschaft. Studien. Bd. 29 = Umweltgeschichte und Umweltzukunft. Bd. 3). BdWi-Verlag, Marburg 1996 ISBN 3-924684-50-2.